# Bernd Pischetsrieder
Bernd Peter Pischetsrieder [ˈbɛɐ̯nt ˈpeːtɐ ˈpɪʃɛts,riːdɐ] (15 de febrero de 1948 en Múnich, Baviera) es un ingeniero y directivo alemán del mundo de la automoción. Entre 1993 y 1999 presidió el consejo de administración de BMW, y entre 2002 y 2006 el del Grupo Volkswagen. Desde 2021 preside el consejo de supervisión de Daimler AG.

## Trayectoria

### Juventud
Bernd Pischetsrieder nació el 15 de febrero de 1948 en Múnich-Thalkirchen, en el seno de una familia católica. Su padre trabajaba en una agencia de publicidad. Se examinó del Abitur en 1967 y entre 1968 y 1972 estudió Ingeniería Industrial en la Universidad Técnica de Múnich. 

### BMW
En 1973 comenzó su carrera en BMW en el departamento de planificación de la producción. Pischetsrieder fue ocupando diferentes posiciones dentro de la firma bávara hasta llegar en 1982 a jefe de producción, compras y logística de BMW South Africa en Pretoria. Permaneció en el país africano hasta 1987, tras lo cual volvió a la central del consorcio en Múnich. En 1991 ingresó en el consejo de administración, el cual empezó a presidir él mismo en 1993. De su mandato destaca la compra por parte de BMW del fabricante británico Rover. La absorción no tuvo el éxito deseado, por lo que los derechos sobre las marcas Rover, MG y Land Rover se volvieron a vender. BMW mantuvo sin embargo en su propiedad la marca MINI, la cual relanzaría en 2001 con gran éxito comercial. Cabe citar que el modelo original de Mini había sido diseñado por Sir Alec Issigonis (1906-1988), quien era pariente de Pischetsrieder.

### Grupo Volkswagen
A principios de 1999 Bernd Pischetsrieder cambió BMW por la Volkswagen AG (VAG), dentro de la cual asumió la dirección de la marca SEAT. En 2002 sustituyó a Ferdinand Piëch como presidente del consejo de administración del grupo. Entre 2004 y 2005 fue paralelamente presidente de la ACEA, Asociación de Constructores Europeos de Automóviles.
Pischetsrieder abandonó su puesto como máximo directivo de VAG el 31 de diciembre de 2006. Su sucesor fue el hasta entonces presidente de la junta directiva de la marca Audi Martin Winterkorn. Su salida de la junta del Grupo Volkswagen se debió a diferencias personales con Piëch, quien tras su salida del consejo de administración se había convertido en presidente del consejo de vigilancia. Durante su etapa al frente de VAG las acciones del consorcio subieron un 80%, pero revocó varias medidas puestas en marcha por Piëch, quien vio en peligrar los intereses de Porsche AG, en aquel momento poseedora del 30% de las acciones de VAG y empresa en la cual él mismo tiene una participación que supera el 10%. Al cese de Pischetsrieder se opuso firmemente el miembro de la junta directiva y presidente del Land de Baja Sajonia (importante accionista del grupo) Christian Wulff. El sucesor, Martin Winterkorn, es un hombre de confianza de Piëch. Hasta 2012, Pischetsrieder siguió percibiendo por parte de VW su sueldo íntegro de presidente del consejo de administración.

### Munich Re
Desde el 1 de enero de 2013, Pischetsrieder es presidente del consejo de vigilancia de la Munich Re, una de las compañías reaseguradoras más importantes del mundo.

### Daimler
Desde el 31 de marzo de 2021, Pischetsrieder es presidente del consejo de supervisión de Daimler AG.

## Personal
A fecha de 2013, Pischetsrieder vive con su mujer Doris en una casa rural a orillas del Lago Chiem. Tiene un hijo y una hija. Posee una colección privada de vehículos clásicos. Es católico, fumador y aficionado a la pesca, el snowboard y la bicicleta de montaña. Es también propietario de un viñedo en Estiria.

## Polémicas
En junio de 1995, Bernd Pischetsrieder sufrió un accidente en una carretera cerca del Lago Chiem mientras conducía un McLaren F1 propiedad de BMW que terminó en estado de siniestro total.
En 2011 llegó a un acuerdo judicial en virtud del cual donó 193 000 dólares a entidades benéficas para cerrar un proceso por presunta evasión fiscal de más de 300 000 dólares entre 2000 y 2003.

## Reconocimientos
- 1997: doctor honoris causa por la Universidad Técnica de Múnich[8]
- 1998: Orden del Mérito de la República Austriaca: Gran Condecoración de Plata con Estrella.[9]
- 2004: Orden del Mérito de la República Federal de Alemania de 1ª Clase.
- 2005: Orden del Mérito de la República Austriaca: Gran Condecoración de Oro con Estrella.[9]